# Niccolò Matas
Niccolò Matas, noto anche come Nicolò o Nicola (Ancona, 6 dicembre 1798 – Firenze, 11 marzo 1872), è stato un architetto italiano.
È noto soprattutto per essere stato l'artefice della facciata neogotica della basilica di Santa Croce a Firenze.

## Biografia
Nato ad Ancona nel 1798, era membro della nutrita comunità ebraica cittadina; la sua famiglia era di origine spagnola. Mostrando un buon talento per le attività artistiche, il Comune di Ancona finanziò i suoi studi; grazie a questo aiuto economico, in un primo tempo studiò all'Accademia di Belle Arti a Roma e in seguito alle accademie di Venezia e di Vicenza; durante i suoi anni di formazione entrò in contatto con Antonio Canova e Leopoldo Cicognara.

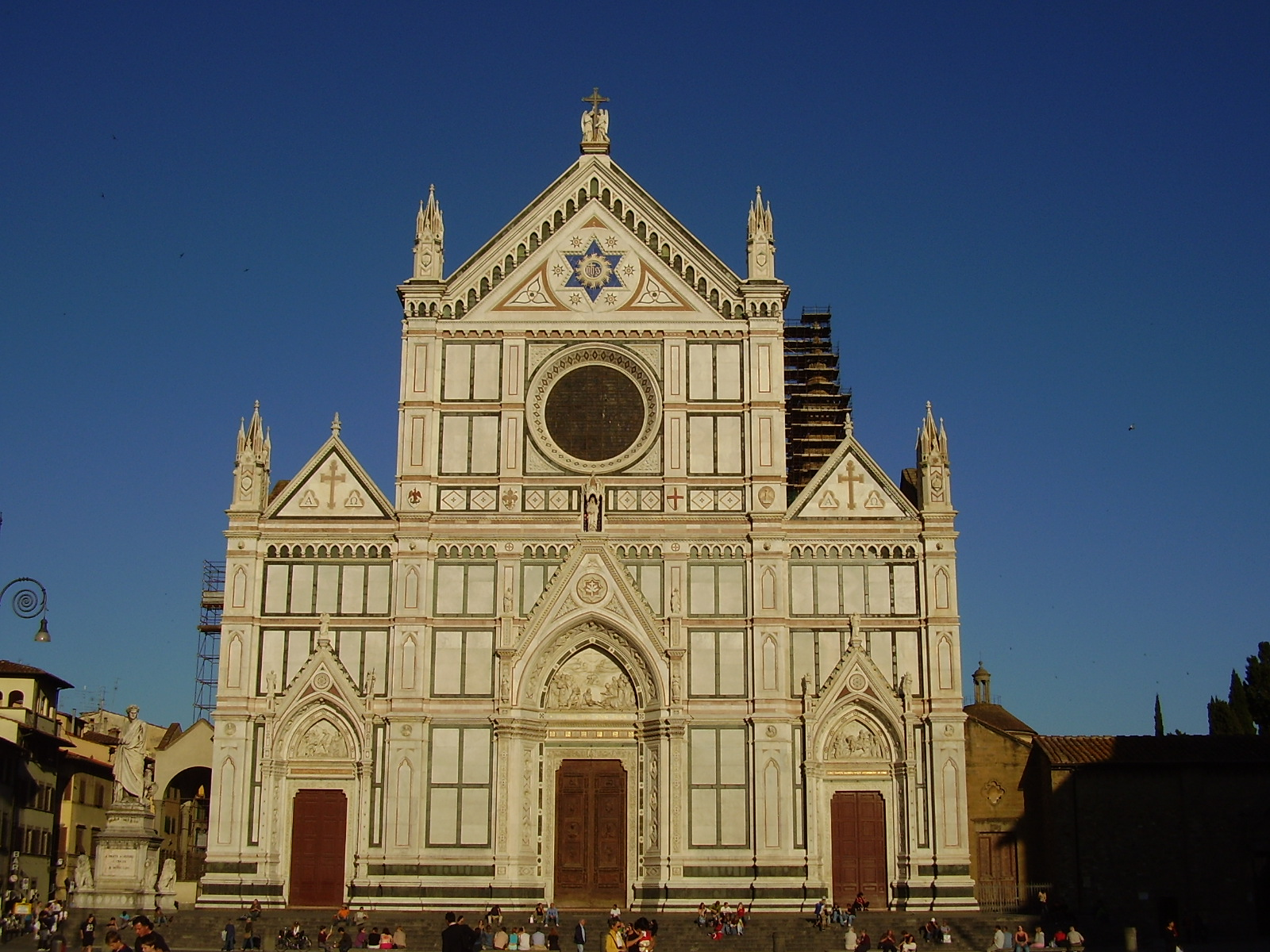
La facciata di Santa Croce, Firenze

### Santa Croce e le altre opere fiorentine

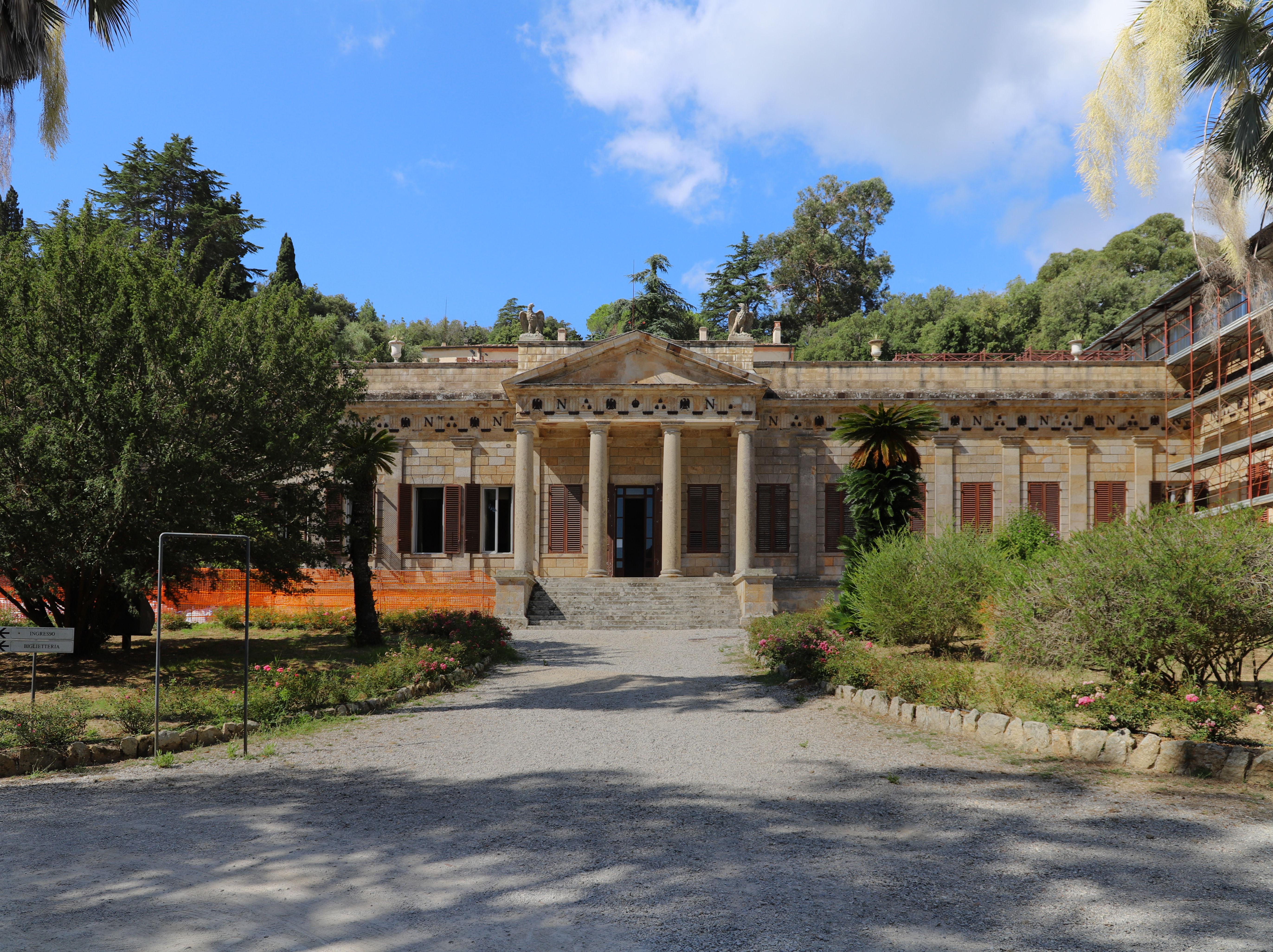
Portoferraio, Galleria Demidoff, di N. Matas

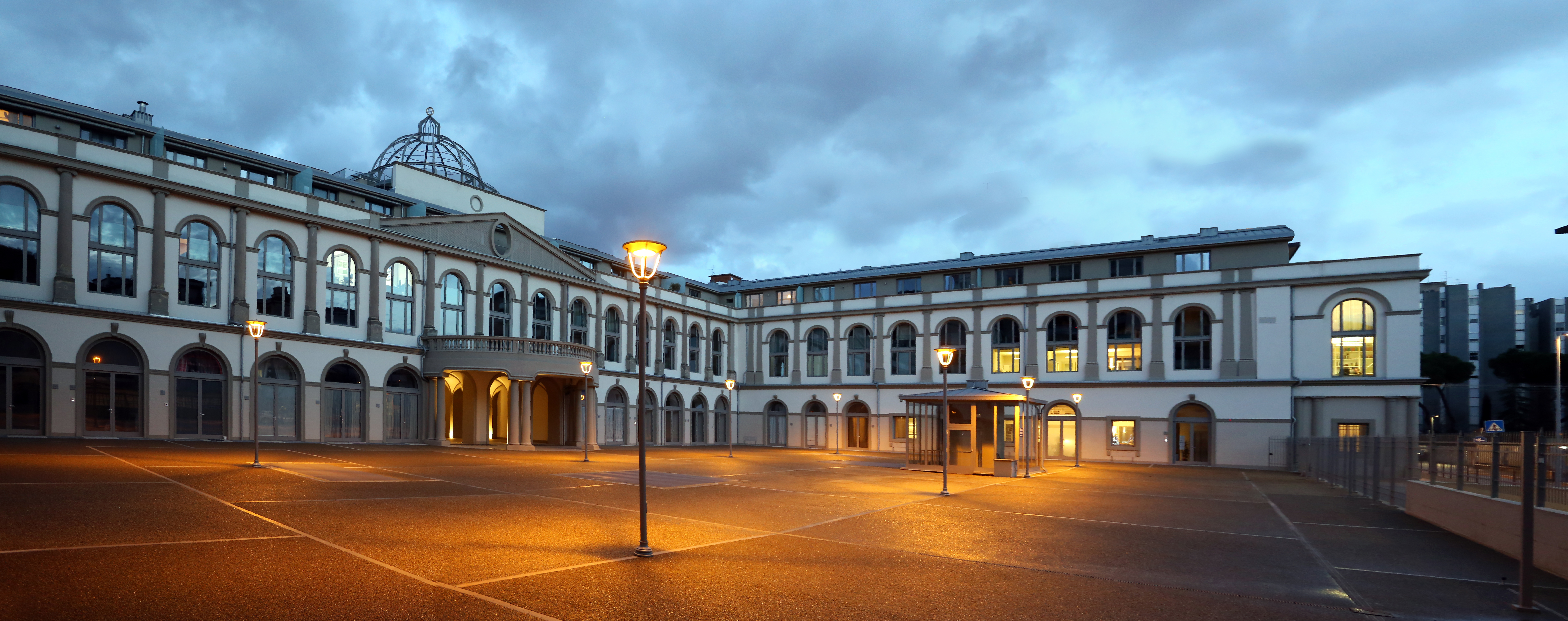
Firenze, Villa San Donato, di N. Matas

In seguito (nel 1825) si trasferì a Firenze dove divenne docente della locale Accademia dal 1825 e dove si svolse gran parte della sua attività come architetto. In questi anni si stabilì un duraturo legame con il ricchissimo imprenditore e mecenate di origine russa Anatolio Demidoff.
Matas fu uno tra gli architetti più importanti che seguissero lo stile neogotico nel capoluogo toscano, anche se talvolta le sue opere seguono un linguaggio più classico, influenzato dal purismo toscano. Ricevette alcune importantissime commissioni, tra le quali la Villa e il parco di San Donato per i principi russi Demidoff (1835). Più di dieci anni dopo (1851), sempre per Anatolio Demidoff, costruì la Galleria Demidoff (Museo Napoleonico) presso la Villa di San Martino all'Isola d'Elba.
A partire dal 1837 si dedicò all'opera che lo rese celebre: la facciata per la Basilica di Santa Croce, che ne era da sempre priva e per la cui progettazione esisteva in quegli anni un acceso dibattito artistico. Erano gli anni in cui la sensibilità artistica dominante sentiva l'esigenza di completare le grandi opere architettoniche del passato che erano rimaste, per motivi contingenti, incomplete.
I primi due progetti del Matas per Santa Croce erano neogotici ma, nell'intento di armonizzare la nuova facciata con la vicina Cappella dei Pazzi, nel 1854 elaborò un terzo progetto che poi fu quello definitivo. Per esso, Matas dichiarò di essersi ispirato al progetto del Cronaca architetto a cui nel Quattrocento era stato commissionato il disegno della facciata della chiesa. L'opera del Matas, realizzata tra il 1854 e il 1863 segue pertanto quegli stilemi dell'architettura romanica e gotica fiorentina che erano ancora vivi nella Firenze del Quattrocento. Durante la realizzazione si valse della collaborazione dello scultore Giovanni Duprè. Della stella di Davide che compare sopra il portale centrale si disse che fosse un tacito omaggio alla sua religione ebraica, ma la cosa non è documentata. Nel 1886, a 14 anni dalla sua morte, il Matas fu sepolto sotto la soglia di ingresso della Basilica di Santa Croce; questa decisione fu presa dal Parlamento per onorare l'architetto che aveva dato forma alla facciata di quello che è considerato il pantheon degli italiani.

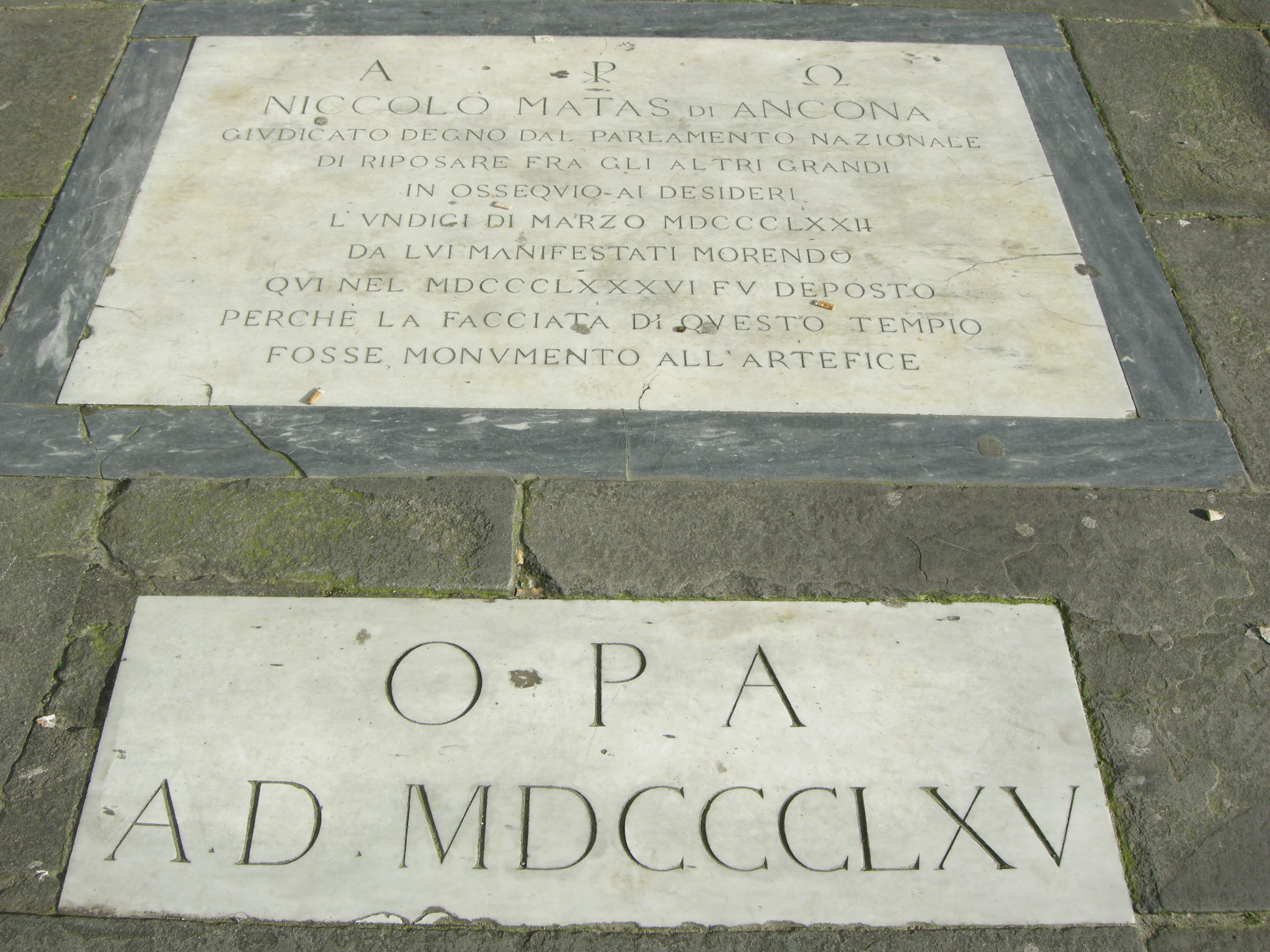
Tomba di Matas, presso l'ingresso di Santa Croce, Firenze

Sulla lapide si legge:
NICCOLÒ MATAS DI ANCONA
GIUDICATO DEGNO DAL PARLAMENTO NAZIONALE
DI RIPOSARE TRA GLI ALTRI GRANDI
IN OSSEQUIO AI DESIDERI
L'UNDICI MARZO MDCCCLXXII
DA LUI MANIFESTATI MORENDO
QUI NEL MDCCCLXXXVI FU DEPOSTO
PERCHÉ LA FACCIATA DI QUESTO TEMPIO
FOSSE MONUMENTO DELL'ARTEFICE
Una lapide posta sulla facciata ne ricorda l'autore. Dal 1842 fu tra i partecipanti al dibattito e al successivo concorso per la facciata di Santa Maria del Fiore, che come Santa Croce ne era da sempre priva. Il concorso venne invece vinto da Emilio De Fabris. Tra il 1850 e il 1855 progettò il Cimitero delle Porte Sante.
Sul lato sud della Basilica, all'altezza del rosone è possibile notare un'ulteriore targa con l'iscrizione NICOLA MATAS - III MAGGIO MDCCCLXIII - (data inaugurale della facciata realizzata dall'architetto anconetano).

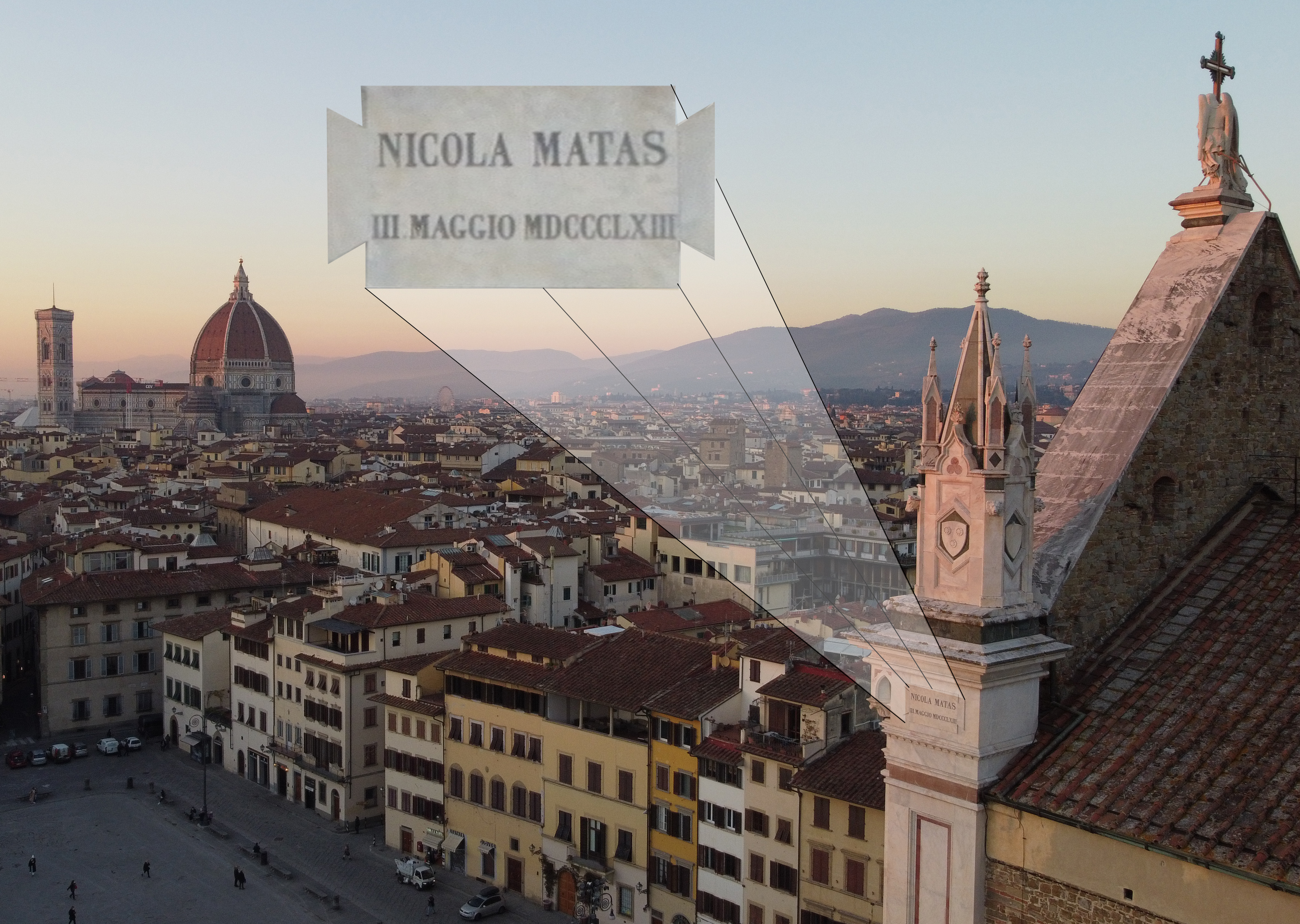
Posizione della targa commemorativa

Sempre a Firenze curò il ripristino del palazzo Bartolini Baldelli (1826).

### Opere anconitane
Nel corso di tutto l'anno 1835 lavorò molto nella sua città natale: ad Ancona ebbe l'incarico di progettare le decorazioni del Teatro delle Muse, l'albergo diurno di Piazza Roma e il primo stabilimento balneare della città: i Bagni Dorici; nel progettare quest'ultima struttura, con pianta ottagonale regolare, isolata nel mare e sostenuta da palafitte, trasse ispirazione dal vicino Lazzaretto, che Luigi Vanvitelli aveva costruito su di un'isola artificiale pentagonale da lui stesso progettata.
Ad Ancona si occupò anche di restauri, tra cui quello importante del campanile e della cupola del Duomo, per la quale realizzò un nuovo lanternino.

### Altre opere
- Teatro dei Dovizi di Bibbiena[5];
- Progetto (non realizzato) di restauro della cupola della Santa Casa della Basilica di Loreto (1863)[2][6];

## Pubblicazioni
Pubblicò libri e opuscoli sulla realizzazione delle sue opere, tra i quali si ricordano: 
- S. Croce a Firenze e la sua facciata, pubblicato a Firenze nel 1863;
- un rilievo accuratissimo del Duomo di Ancona;
- Elogio che nell'anno 1842 nella Imperiale e Regia Accademia delle belle arti di Siena fu consacrato alla memoria di Baldassarre Peruzzi del 1850;
- Dimostrazione del progetto per compiere colla facciata l'insigne basilica di S. Maria del Fiore metropolitana della città di Firenze (Firenze 1843); * Pubblico cimitero Monumentale per la città di Firenze a S. Miniato al Monte.